# Hellenius semiruber
Hellenius semiruber är en stekelart som först beskrevs av Hellen 1958.  Hellenius semiruber ingår i släktet Hellenius och familjen bracksteklar. Inga underarter finns listade i Catalogue of Life.